# Jake Ball
Pour les articles homonymes, voir Ball.

a Compétitions nationales et continentales officielles uniquement.

b Matchs officiels uniquement.
Dernière mise à jour le 10 juillet 2023.
Jake Ball, né le 21 juin 1991 à Ascot en Angleterre, est un joueur international gallois de rugby à XV d'origine anglaise. Il évolue au poste de deuxième ligne.

## Biographie
Jake Ball joue avec le club gallois de Llanelli RFC durant la saison 2012-2013, avec qui il est finaliste de la Welsh Premiership où ils sont battus en finale par Pontypridd RFC, il est titulaire lors de ce match.
Jake Ball fait ses débuts avec la sélection galloise lors du Tournoi des Six Nations 2014 face à l'Irlande. Il dispute trois autres rencontres lors du Tournoi, face à la France, l'Angleterre et l'Écosse. Après un test en juin de la même année face à l'Afrique du Sud, il dispute également trois tests en fin d'année, face aux trois nations majeures de l'hémisphère sud, l'Australie, la Nouvelle-Zélande et les Springboks.
Il est de nouveau présent dans le groupe de joueurs qui préparent le Tournoi des Six Nations 2015, disputant le match d'ouverture face aux Anglais, puis le match contre l'Écosse et les rencontres contre l'Irlande et l'Italie. En juin suivant, il fait partie d'une présélection de 47 joueurs appelés pour préparer la Coupe du monde 2015. Plus tard, il fait partie du groupe final amené à disputer la compétition où il se retrouve alors en concurrence avec Luke Charteris, Bradley Davies, Dominic Day et Alun Wyn Jones. À cause de cette concurrence relevée à son poste, il ne dispute seulement qu'un match de poule face à l'Uruguay où il est titularisé.
Début 2016, il fait de nouveau partie des joueurs retenus pour disputer le Tournoi des Six Nations. Il prend part à deux rencontres. En fin de saison, il participe à la tournée estivale où il affronte l'Angleterre puis la Nouvelle-Zélande,. Durant l'automne, il est de nouveau retenu et dispute une rencontre face au Japon,.
En début d'année 2017, Warren Gatland le convoque de nouveau pour disputer le Tournoi des Six Nations. Durant la compétition, il s'impose comme l'un des deux deuxième ligne titulaire de sa sélection. Avec les Scarlets, il remporte le Pro12 en 2017 après avoir battu le Munster 46-22 en finale, il ne participe cependant pas à cette rencontre après avoir contracté une blessure lors du dernier match de la phase régulière et manque également la tournée estivale avec le pays de Galles. Il fait son retour en sélection durant l'automne suivant où il garde sa place de titulaire mais il subit une grave blessure face à la Nouvelle-Zélande,.
En septembre 2021, il est annoncé qu'il rejoint le Japon et l'équipe des NEC Green Rockets à partir de la saison 2022 de la Japan League One dans le but de se rapprocher de l'Australie où habite sa famille, par conséquent il met également un terme à sa carrière internationale.

## Statistiques
Au 10 juillet 2023, Jake Ball compte 50 sélections avec le pays de Galles, dont trente-trois en tant que titulaire. Il obtient sa première sélection le 8 février 2014 à Dublin contre l'Irlande.
Il participe à sept éditions du Tournoi des Six Nations, en 2014, 2015, 2016, 2018, 2019, 2020 et 2021.
Il participe à deux éditions de la Coupe du monde, en 2015 où il joue une rencontre, face à l'Uruguay et en 2019 où il dispute six matchs contre la Géorgie, l'Australie, les Fidji, la France, l'Afrique du Sud et la Nouvelle-Zélande.

## Palmarès

### En club et province
- Finaliste du Championnat du pays de Galles en 2013 avec Llanelli RFC.
- Vainqueur du Pro12 en 2017 avec les Scarlets.
- Finaliste du Pro14 en 2018 avec les Scarlets.

### En sélection nationale
- Vainqueur du Tournoi des Six Nations en 2019 et 2021 (Grand Chelem) avec le pays de Galles.